# Culicoides puncticollis
Culicoides puncticollis är en tvåvingeart som först beskrevs av Becker 1903.  Culicoides puncticollis ingår i släktet Culicoides och familjen svidknott. Inga underarter finns listade i Catalogue of Life.